# 레드지코보

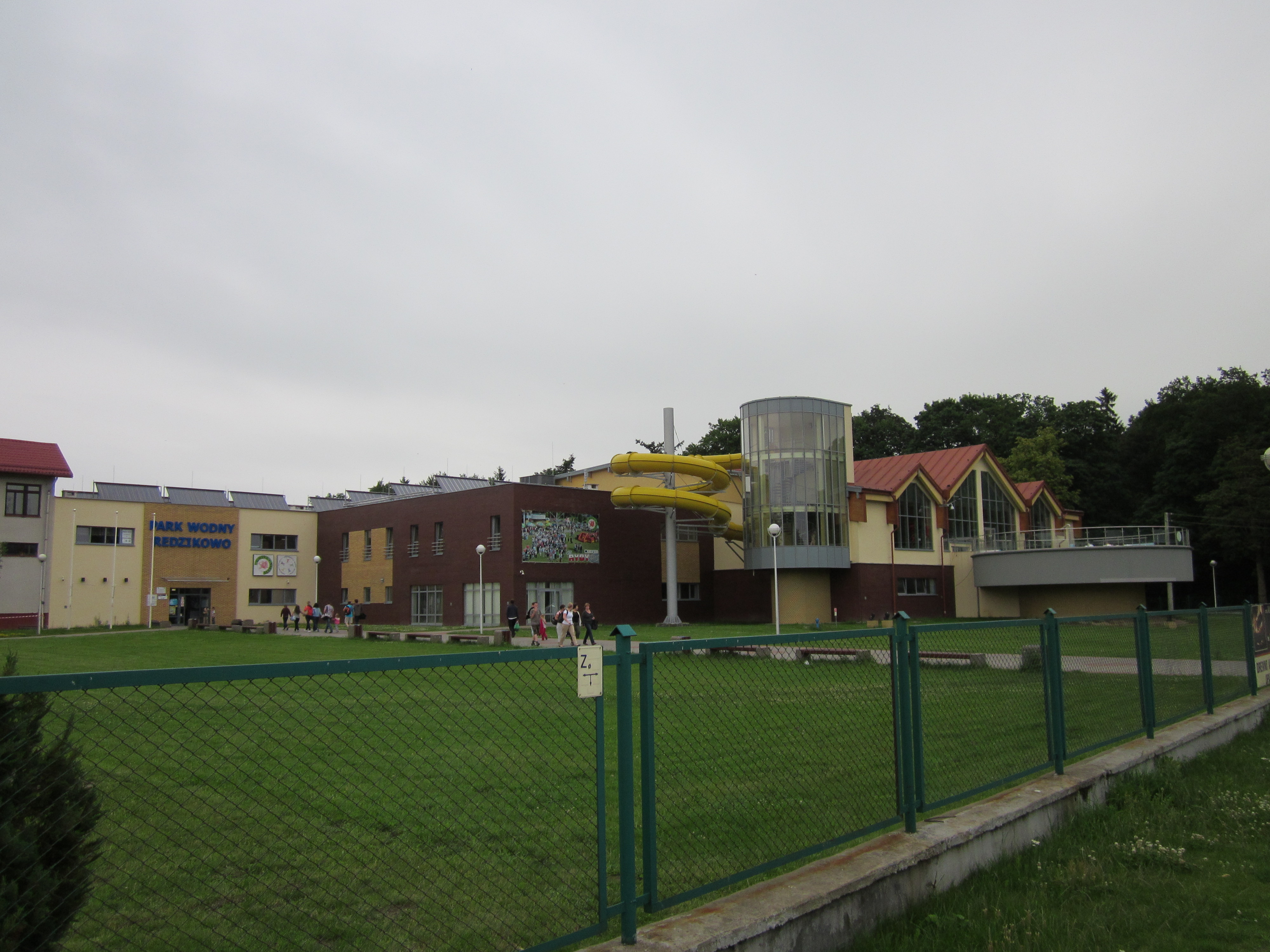

레드지코보(Redzikowo)는 발트해 인근에 위치한, 폴란드 북부의 마을이다.

## 레드지코보 공군기지
미국과 NATO는 루마니아 데베셀루 공군기지, 폴란드 레드지코보 공군기지에 미국 MD를 배치할 계획이다.
2016년 5월 12일, 루마니아 데베셀루 공군기지에 지상형 이지스 BMD 시스템의 가동식을 가졌다. 배치될 SM-3 블록2A 미사일의 사거리는 2,500 km인데, 루마니아 데베셀루 공군기지에서 러시아 모스크바까지는 1,600 km이다.
2016년 5월 13일, 폴란드의 발트해 인근 레드지코보 공군기지에서 2018년 가동을 목표로 하는 미국의 또 다른 MD 기지 건설 공사 착공식이 열렸다. 러시아 모스크바에서 1,300 km 떨어져 있는 폴란드 레드지코보 공군기지에 사거리 2,500 km 인 SM-3 블록2A 미사일을 2018년에 배치할 계획이다.
독일 람슈타인 공군 기지에 들어서는 지휘통제센터가 유럽 전역의 MD 체계를 지휘하면 나토의 유럽 MD 체계는 완성되는데, 2016년 7월 8일 폴란드 바르샤바에서 개최된 나토정상회담에서, 미국이 유럽에 배치한 미사일방어(MD) 시스템의 작전통제권을 미군으로부터 넘겨받았다.

## 같이 보기
- 독일 람슈타인 공군 기지
- 루마니아 데베셀루 공군기지
- 9K720 이스칸데르